# Etaux
Etaux é uma comuna francesa na região administrativa de Auvérnia-Ródano-Alpes, no departamento da Alta Saboia. Estende-se por uma área de 13.69 km². Em 2010 a comuna tinha 2 081 habitantes (densidade: 152 hab./km²).